# بيير غريغوار
بيير غريغوار (بالفرنسية: Pierre Grégoire)‏ هو فيلسوف ومحامي فرنسي، ولد في 1540 في تولوز في فرنسا، وتوفي في 1597.